# Elia (abate)
L'abate Elia (prima metà dell'XI secolo – Bari, 23 maggio 1105) è stato un arcivescovo cattolico italiano, arcivescovo di Bari e Canosa dal 1089 al 1105.
Dopo essere stato sin da giovane età abate del monastero barese di Santa Maria, nel 1071 fu eletto abate del monastero di San Benedetto, il più grande della città, succedendo all'abate Leucio che, avendone riconosciuto la cultura in campo ecclesiastico e profano, lo aveva chiamato a sostituirlo. Nello stesso anno il normanno Roberto il Guiscardo poneva fine al dominio bizantino sulla città di Bari, accrescendo di fatto le prerogative del monachesimo occidentale.

## L'arrivo delle reliquie di San Nicola a Bari
In veste di abate, il 9 maggio 1087 Elia prese in consegna le reliquie di San Nicola, appena giunte in città, che una spedizione di marinai baresi aveva trafugato da Myra. In quei giorni, infatti, l'abate del monastero di san Benedetto era da considerarsi almeno moralmente la massima autorità presente in città, dato che l'arcivescovo Ursone e l'arcidiacono Giovanni si trovavano a Trani dove erano in procinto di imbarcarsi per Gerusalemme e anche le autorità civili erano momentaneamente lontane da Bari: il duca Ruggero Borsa era a Roma e anche Boemondo d'Altavilla si trovava fuori città.

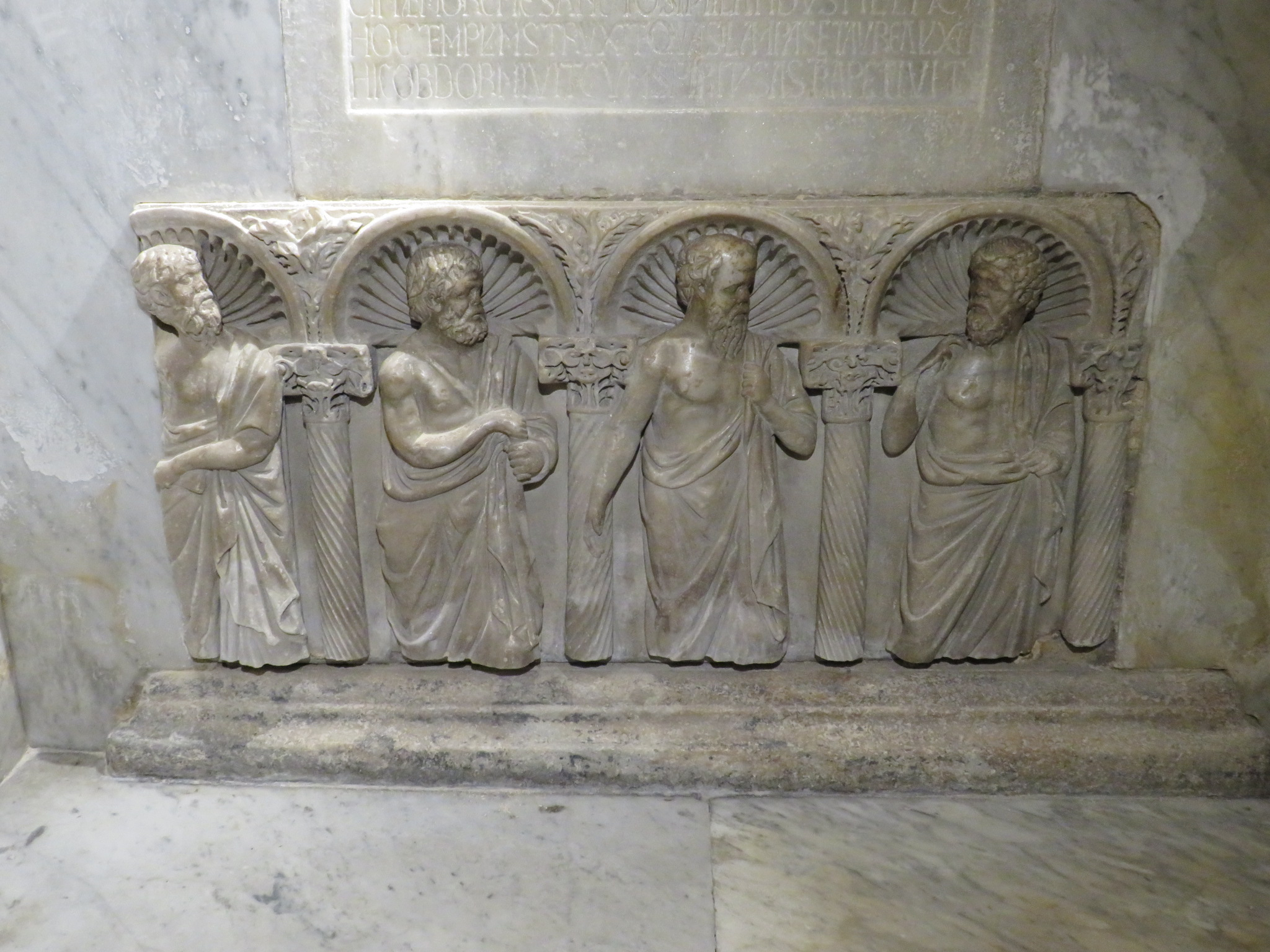
Tomba di Elia nell'accesso alla cripta di San Nicola di Bari.

Informato dell'arrivo della spedizione dei marinai, Ursone tornò immediatamente a Bari e pretese le reliquie per custodirle nella cattedrale della Vergine Odegitria, incontrando la fiera resistenza sia degli esecutori della traslazione sia della borghesia mercantile della città: i mercanti baresi non amavano l'arcivescovo - che aveva preferito fissare la sua residenza ufficiale presso Canosa, città della quale era pure arcivescovo - e per la custodia delle reliquie preferivano l'edificazione di una nuova chiesa svincolata dall'autorità vescovile. Dopo violenti scontri, che fecero anche alcune vittime, le parti affidarono di comune accordo ad Elia la scelta delle condizioni più idonee per la venerazione delle reliquie. L'abate stabilì l'edificazione di una nuova grande chiesa dedicata al santo sull'area che sino a pochi anni prima aveva ospitato il palazzo del catapano e che Roberto il Guiscardo aveva donato l'anno prima ad Ursone; i lavori furono avviati a luglio dello stesso anno. L'equilibrio e la saggezza della decisione accrebbero il favore dei baresi per Elia, che a febbraio 1089, morto Ursone, venne eletto quale suo successore alle sedi di Bari e Canosa.

## Gli anni dell'episcopato
I lavori della nuova basilica dedicata al santo procedettero speditamente tanto che il 1º ottobre 1089 papa Urbano II giunse a Bari per reporvi personalmente le reliquie nella cripta. Nel frattempo, presso la cattedrale Elia commissionava la prosecuzione dagli scavi che Ursone aveva avviato alla ricerca delle reliquie dei santi  Memore e Rufino. Fu così che il 10 dicembre furono inaspettatamente rinvenuti i resti di san Sabino, sino ad allora creduti nella cattedrale di Canosa.
L'ascendente di Elia sulla popolazione cittadina era stato fortificato dal processo di progressiva de-ellenizzazione della città, che vedeva soccombere l'aristocrazia e il rito liturgico bizantini in favore del ceto mercantile e del rito latino; tuttavia l'autorevolezza della figura del vescovo veniva riconosciuta anche dai ceti soccombenti, se è vero che nel 1095, in un momento di tensioni per la vita della città, tutti i baresi giurarono fedeltà nelle mani di Elia "pro communi salvatione". Nel frattempo Bari era diventata in pochi anni una delle principali mete di pellegrinaggio: nel 1096 gli stessi crociati visitarono la tomba di san Nicola prima di imbarcarsi per la Terrasanta e ricevettero la benedizione dell'arcivescovo barese, che così vide accresciuto il proprio prestigio e la propria autorità anche fuori dalla diocesi.

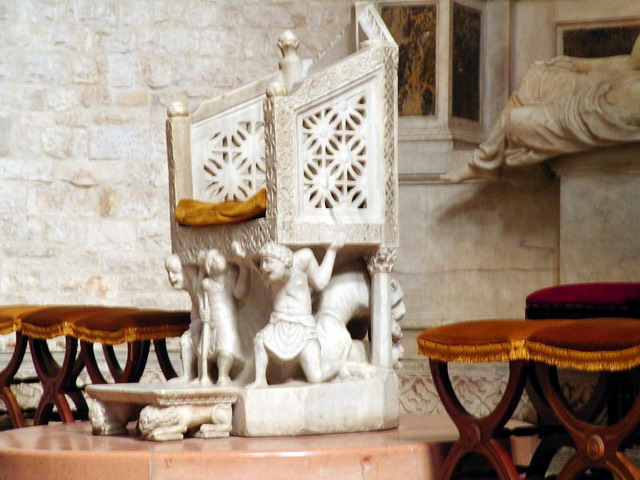
La cattedra di Elia nella Basilica di San Nicola di Bari.

Nel mese di ottobre del 1098 Bari ospitò nuovamente il pontefice Urbano II che vi aveva convocato un concilio, cui parteciparono 185 vescovi, per tentare di ricomporre alcune dispute dottrinarie con la cristianità d'oriente, relative in particolare all'introduzione del Filioque nel Credo niceno-costantinopolitano. Per l'occasione, Elia commissionò una cattedra per la basilica superiore, nel frattempo completata nelle strutture portanti, che oggi è nota come cattedra di Elia e ritenuta tra i più significativi manufatti della scultura romanica pugliese. Negli anni seguenti l'arcivescovo si preoccupò anche dell'accoglienza dei numerosi pellegrini che giungevano in città, promuovendo l'istituzione di un ospizio che potesse accoglierli.
Elia morì il 23 maggio 1105 e venne sepolto nella basilica di San Nicola, lungo la scalinata di accesso alla cripta. Quale arcivescovo di Bari e Canosa gli succedette Risone, che però ebbe la consacrazione episcopale solo nel 1112. L'abate Eustasio del monastero benedettino di Ognissanti di Cuti, sito presso l'odierna Valenzano, divenne invece rettore della Basilica di San Nicola e detenne questo ruolo fino alla morte, nel 1023.

## Genealogia episcopale
La genealogia episcopale è:
- Papa Urbano II
- Arcivescovo Elia (abate)